# Stephanie Seymour
Stephanie Michelle Seymour (San Diego, 23 de julio de 1968) es una actriz y modelo estadounidense. Ella ha sido modelo para muchas revistas, modistas y fotógrafos de renombre. Está considerada junto con Naomi Campbell, Claudia Schiffer, Carla Bruni y Cindy Crawford como unas de las grandes top de los años 1980 y 90, que revolucionaron el mundo de la moda. Entre estos últimos cabe citar a Herb Ritts, Richard Avedon, Gilles Bensimon y Mario Testino.

## Vida profesional

### Modelo
Stephanie Seymour empezó siendo modelo para tiendas y periódicos locales a los 14 años. En 1983 participó en la competición Elite Model Management Look of the Year (competición hoy llamada Elite Model Look), de la cual no salió victoriosa.
A finales de los 80 y primeros 90 Stephanie Seymour figuró en varios números de la edición de trajes de baño de la revista Sports Illustrated, así como en la portada de Vogue. En la misma época Stephanie Seymour fue modelo de ropa interior y medias para la compañía (entonces relativamente nueva) Victoria's Secret en sus catálogos de venta por correo y de tiendas. En marzo de 1991 y febrero de 1993 Stephanie Seymour posó para Playboy.
En 1998 escribió Stephanie Seymour's Beauty Secrets for Dummies, acerca de sus "secretos de belleza". En la portada de la edición estadounidense de Vogue se la presentaba como una de las "musas modernas". En el 2000 la edición norteamericana de FHM le adjudicó el puesto 91 en su lista de las 100 mujeres más sexys del 2000. En 2006 figuró en una campaña de Gap con sus hijos.
La campaña promocional de Salvatore Ferragamo para su colección de otoño-invierno de 2007-2008 la protagonizaron Stephanie Seymour y Claudia Schiffer. Se rodó en Italia con Mario Testino. Las modelos interpretaban a estrellas de cine protegidas por guardaespaldas y acosadas por paparazzi.

### Actriz
En 1991, Stephanie Seymour tuvo papeles principales en dos vídeos musicales de Guns N' Roses: «Don't Cry» y «November Rain» (en el año 2011 el noveno más caro de la historia). En el 2000 interpretó a Helen Frankenthaler en la película Pollock. En 2002 interpretó a Sara Lindstrom en el episodio "Crazy" de la serie Law & Order: Criminal Intent. 

## Vida personal
Stephanie es la hija del medio de un agente inmobiliario y una peluquera. A los 16 años empezó a salir con John Casablancas, director de Elite Model Management y casado entonces con la modelo Jeanette Christjansen. La pareja convivió hasta que Stephanie Seymour cortó la relación.
De 1989 a 1990 estuvo casada con el guitarrista Tommy Andrews. El matrimonio fracasó, pero le dio su primer hijo, Dylan Thomas Andrews, en 1991. Tras su divorcio Stephanie Seymour salió brevemente con el actor Warren Beatty.
A mediados de 1991 empezó a salir con Axl Rose, el cantante de Guns N' Roses. La pareja se rompió en febrero de 1993, después de que Axl Rose acusare a Stephanie Seymour de infidelidad. El portavoz del actor Charlie Sheen confirmó los rumores de una aventura de su cliente con Stephanie Seymour. En agosto de 1993 Axl Rose denunció a Stephanie Seymour por malos tratos supuestamente ocurridos durante una fiesta de Navidad en 1992, por maltrato físico y mental y por retener joyas valoradas en 100.000 dólares. Además, Axl Rose declaró que él y Stephanie Seymour se habían comprometido. Por su parte, Stephanie Seymour puso su propia denuncia a Axl Rose por malos tratos y negó haberse comprometido nunca.
Poco después de su ruptura con Axl Rose, Stephanie Seymour empezó a salir con el multimillonario Peter Brant, a la sazón casado y padre de cinco hijos. Peter Brant es editor, agente inmobiliario y coleccionista de arte. Dio a luz al primer hijo de la pareja (el segundo de ella), Peter Jr., en diciembre de 1993. Stephanie Seymour y Peter Brant se casaron en julio de 1995 en París. En 1997 dio a luz al segundo hijo de la pareja, Harry, y en 2004 a una niña, Lily Margaret. 
En marzo de 2009, Stephanie Seymour inició los trámites para divorciarse de Peter Brant, después de casi 14 años de matrimonio. El 20 de septiembre de 2010 Brant y Seymour anunciaron que abandonaban los trámites de divorcio y que se reconciliaban.
Su hijo Harry murió de una sobredosis de drogas el 17 de enero de 2021.

## Filmografía
| Vídeo Musical | Vídeo Musical                | Vídeo Musical       | Vídeo Musical    |
| Año           | Película                     | Papel               | Notas            |
| ------------- | ---------------------------- | ------------------- | ---------------- |
| 1991          | Don't Cry                    | amante              |                  |
| 1991          | November Rain                | novia               |                  |
| Cine          |                              |                     |                  |
| 2000          | Pollock                      | Helen Frankenthaler |                  |
| Televisión    |                              |                     |                  |
| 2002          | Law & Order: Criminal Intent | Sara Lindstrom      | Episodio "Crazy" |